# Guenther
Guenther – miasto w Stanach Zjednoczonych, w stanie Wisconsin, w hrabstwie Marathon.